# Culiseta
A Culiseta egy a szúnyogfélék (Culicidae) családjába tartozó nem. A nembe főleg hidegkedvelő fajok tartoznak, amelyek a meleg égövi országokban csak az év hűvösebb periódusaiban, vagy pedig nagy tengerszint feletti magasságokban fordulnak elő.

## Rendszerezés
A nemhez 7 alnem és 35 faj tartozik:
- Allotheobaldia - 1 faj
  - Culiseta longiareolata
- Austrotheobaldia - 1 faj
  - Culiseta littleri
- Climacura - 5 faj
  - Culiseta antipodea
  - Culiseta marchettei
  - Culiseta melanura
  - Culiseta novaezealandiae
  - Culiseta tonnoiri
- Culicella - 13 faj
  - Culiseta atra
  - Culiseta drummondi
  - Culiseta fumipennis
  - Culiseta inconspicua
  - Culiseta litorea
  - Culiseta minnesotae
  - Culiseta morsitans
  - Culiseta nipponica
  - Culiseta otwayensis
  - Culiseta silvestris
  - Culiseta sylvanensis
  - Culiseta victoriensis
  - Culiseta weindorferi
- Culiseta - 12 faj
  - Culiseta alaskaensis
  - Culiseta annulata
  - Culiseta atlantica
  - Culiseta bergrothi
  - Culiseta glaphyroptera
  - Culiseta impatiens
  - Culiseta incidens
  - Culiseta inornata
  - Culiseta megaloba
  - Culiseta niveitaeniata
  - Culiseta particeps
  - Culiseta subochrea
- Neotheobaldia - 2 faj
  - Culiseta frenchii
  - Culiseta hilli
- Theomyia - 1 faj
  - Culiseta fraseri

## Életmódjuk
A szúnyoglárvák a legtöbb faj esetében állóvizekben, mocsarakban élnek. Egy afrikai faj lárvái faüregekben és növények kelyhében felgyűlt vízben (phytotelma) él. Egy másik faj, amely a kelet-palearktikumban gyakori, kutak- és sziklaüregek vizébe rakja petéit. Néhány ausztráliai faj lárvái a föld alatt élnek.
A nőstények táplálkozási szokásairól kevés tudás áll rendelkezésre. A legtöbb faj madarak és emlősök vérét szívja, mások hüllőkét. Sok faj megtámadja a háziállatokat, és esetlegesen az embert.

## Előfordulása
A nem képviselőit a következő országokban észlelték:
Albánia, Algéria, Örményország, Ausztrália, Ausztria, Azerbajdzsán, Fehéroroszország, Bosznia-Hercegovina, Botswana, Bulgária, Kamerun, Kanada, Közép-afrikai Köztársaság, Kína, Kongó, Costa Rica, Horvátország, Ciprus, Csehország, Dánia, Dzsibuti, Egyiptom, El Salvador, Észtország, Etiópia, Finnország, Franciaország, Gabon, Grúzia, Németország , Görögország, Magyarország, India, Irán, Irak, Írország, Izrael, Olaszország, Japán, Kazahsztán, Korea, Kirgizisztán, Lettország, Libanon, Lesotho, Litvánia, Luxemburg, Macedónia, Malajzia, Mauritánia, Mexikó, Moldávia, Mongólia, Montenegró Marokkó, Namíbia, Nepál, Hollandia, Új-Zéland, Nigéria, Norvégia, Pakisztán Lengyelország, Portugália, Románia, Oroszország, Szaúd-Arábia, Szerbia, Sierra Leone, Szlovákia, Szlovénia, Szomália, Dél-afrikai Köztársaság, Spanyolország, Szudán, Svédország, Svájc, Szíria, Tajvan, Tádzsikisztán, Tanzánia, Tunézia, Törökország, Türkmenisztán, Uganda, Ukrajna, Egyesült Királyság, Egyesült Államok, Üzbegisztán, Jemen, Zambia, Zimbabwe.

## Fordítás
Ez a szócikk részben vagy egészben  a   Culiseta című angol Wikipédia-szócikk fordításán alapul.  Az eredeti cikk szerkesztőit annak laptörténete sorolja fel. Ez a jelzés csupán a megfogalmazás eredetét és a szerzői jogokat jelzi, nem szolgál a cikkben szereplő információk forrásmegjelöléseként.